# Österreichische Badmintonmeisterschaft 2008
Die Österreichische Badmintonmeisterschaft 2008 fand vom 1. bis zum 3. Februar 2008 in Traun im Sportzentrum Am Nordsaum 10 statt. Ausrichter war der Askö Traun. Es war die 51. Auflage der Meisterschaften.

## Finalergebnisse
| Disziplin    | Sieger                          | Finalist                        | Ergebnis          |
| ------------ | ------------------------------- | ------------------------------- | ----------------- |
| Herreneinzel | Jürgen Koch                     | Michael Lahnsteiner             | 15:21 21:12 21:12 |
| Dameneinzel  | Miriam Gruber                   | Sabine Franz                    | 15:21 21:16 21:6  |
| Herrendoppel | Harald Koch Peter Zauner        | Peter Kreulitsch Michael Trojan | 21:10 21:9        |
| Damendoppel  | Iris Freimüller Karina Lengauer | Miriam Gruber Tina Riedl        | 21:13 23:21       |
| Mixed        | Roman Zirnwald Tina Riedl       | Peter Zauner Irina Serova       | 21:17 16:21 21:18 |